# Imépitoïne
L'imépitoïne est un agoniste partiel des récepteurs GABAA, sensibles aux benzodiazépines. Il est utilisé en médecine vétérinaire comme anticonvulsivant pour les chiens atteints d'épilepsie génétique,.

## Indication
L’imépitoïne est utilisée pour réduire les crises d'épilepsie chez le chien et les crises d'angoisses et de peur liées au bruit.

## Pharmacodynamie
L’imépitoïne est un agoniste partiel des récepteurs GABA, sensibles aux benzodiazépines. En augmentant le potentiel de l’action du GABA sur ce récepteur et donc ses effets inhibiteurs sur les neurones, ce principe actif exerce un effet modérateur sur les crises épileptiques. L’imépitoïne bloque aussi partiellement les canaux calciques, ce qui pourrait faire partie des propriétés anticonvulsivantes. Dans le cas de crises d'épilepsie en séries, ce médicament n'as pas été étudié.

## Contre-indication
Cette molécule ne doit pas être utilisée si le chien présente des problèmes hépatiques, des troubles rénaux ou des troubles cardio-vasculaires sévères. Il ne doit pas non plus être utilisé si le chien présente une hypersensibilité à l'imépitoïne ou à l'un de ses excipients.

## Effets indésirables
Entre 1 et 10 chiens pour 10 000, on peut  observer des effets indésirables généralement transitoires: polyphagie en début de traitement, hyperactivité, polyurie, polydipsie, somnolence, hypersalivation, vomissements, ataxie, apathie, diarrhée, prolapsus de la membrane nictitante, baisse de l’acuité visuelle et de la sensibilité auditive.

## Reproduction et lactation
L'imépitoïne n'est pas recommandée chez les mâles reproducteurs ou chez les chiennes durant la gestation et la lactation.